# Fission
 For alternative betydninger, se Fission (flertydig). (Se også artikler, som begynder med Fission)
I kernefysik og kernekemi er kernefission enten en kernereaktion eller en radioaktiv henfaldsproces i hvilket atomkernen spaltes til mindre dele (lettere kerner). Fissionsprocessen frembringer ofte frie neutroner og gamma-fotoner og frigør en meget stor mængde energi sammenlignet med de energimængder, der frigøres ved kemiske processer.
Kernefission af tunge grundstoffer blev opdaget i 1938 af tyskeren Otto Hahn og hans assistent Fritz Strassmann og forklaret teoretisk i 1939 af Lise Meitner og hendes nevø Otto Robert Frisch. Frisch navngav processen ved analogi med biologisk fission af levende celler. Det er en exoterm reaktion, der frigør store mængder af energi både som elektromagnetisk stråling og som kinetisk energi af brudstykkerne, idet materialet, fissionen sker i, opvarmes. For at fissionen kan frembringe energi, skal den totale bindingsenergi for de resulterende grundstoffer være mindre negativ end for udgangsgrundstoffet.
Fission er en form for kernetransmutation, fordi de resulterende brudstykker ikke er samme grundstof som det oprindelige atom. De 2 kerner, der frembringes, er oftest af sammenlignelig, men lidt forskellig størrelse, ofte med et masseforhold på 2 eller 3 for almindeligt forekommende fissile isotoper. De fleste fissioner er binære fissioner (der frembringes 2 ladede brudstykker), men lejlighedsvis (2 til 4 gange per 1000 begivenheder), frembringes 3 positivt ladede brudstykker i en terniær fission. De mindste af disse brudstykker i en terniær proces varierer i størrelse fra en proton til en argon kerne.
Bortset fra fission startet med neutroner, som udnyttes teknisk, kaldes også radioaktivt henfald (som ikke kræver neutroner) for fission. Spontan fission blev opdaget 1940 af Flyorov, Petrzhak and Kurchatov i Moskva, da de ville bekræfte at fissions-raten for uran var negligerbar uden neutronbombardement, som forudsagt af Niels Bohr; det viste sig, at det var den ikke.
Den uforudsigelige sammensætning af produkterne adskiller fission fra rene kvantemekaniske tunnelprocesser som proton-emission, alfahenfald, og klyngehenfald, der giver de samme produkter hver gang. Kernespaltning frembringer energi i kernekraft og driver eksplosionen i kernevåben. Begge anvendelser muliggøres af at visse stoffer kaldet kernebrændsel undergår fission, når de rammes af neutroner, og derefter selv udsender neutroner, når de spaltes. Dette muliggør en selvkørende kædereaktion. Energien frigøres langsomt og kontrolleret i en kernereaktor eller hurtigt og ukontrolleret i et kernevåben.
Mængden af energi, som det er muligt at frigøre fra kernebrændsel er millioner af gange større end den energi som kan frigøres fra en tilsvarende masse af kemisk brændsel som f.eks. benzin. Dette gør kernefission til en meget koncentreret energikilde. Produkterne af kernefission er dog i gennemsnit langt mere radioaktive end de tunge grundstoffer, der bruges som kernebrændsel, og de vedbliver at være radioaktive i betydelige tidsrum. Der opstår derfor et betydeligt affaldsproblem, og bekymringer over ophobning af radioaktivt affald og over det destruktive potentiale af kernevåben er en modvægt mod den fredelige udnyttelse af kernekraft, der i årtier har givet anledning til politisk debat.

## Fysisk overblik

### Mekanisme
Kerne-fission kan forekomme uden neutron bombardement som en type radioaktivt henfald. Denne type af fission, kaldet spontan fission er sjælden, undtagen i nogle få tunge isotoper. I teknisk frembragte kerne-aggregater sker stort set al kerne-fission som kerne-reaktion - en bombardements drevet proces - hvor en subatomar partikel kolliderer med en atomkerne og fremkalder ændringer i den. Kerne-reaktioner er derfor bestemt af den nærmere mekanik i bombardementet og ikke af det relativt konstante eksponentielle henfald og den tilhørende halveringstids-karakteristik for spontane processer.
Mange typer af kerne-reaktion er kendt for nuværende. Fission adskiller sig væsentligt fra andre typer af kerne-reaktioner, ved at den kan forstærkes og nogen gange kontrolleres via en kædereaktion. I en sådan reaktion kan neutroner frigjort ved hver fissionsbegivenhed udløse flere begivenheder, der igen kan frigøre flere neutroner og udløse flere fissioner.
De isotoper, der kan understøtte en fissionskædereaktion, kaldes kerne-brændsler, og siges at være fissile. De mest almindelige kerne-brændsler er 235U (uran isotopen med atommasse 235 og brugbar i kerne-reaktorer) og 239Pu (isotopen af plutonium med atommasse 239). Disse brændsler brydes op i et todelt område af grundstoffer med atommasser, der samles om masserne nær 95 og 135 u (fissions-produkterne). De fleste kerne-brændsler undergår kun spontan fission meget langsomt, idet de i stedet primært henfalder via en alfa-beta henfaldskæde der kan strække sig over tusinder eller millioner af år. I en kerne-reaktor eller et kernevåben, er den altovervejende del af fissionen fremkaldt ved bombardement med neutroner, der igen er fremkaldt af foregående fission.
Kernefission i fissile brændstoffer er resultatet af excitations-energien der udløses, når en fissil kerne fanger en neutron. Energien som udløses ved neutron-indfangningen skyldes den tiltrækkende kerrnekraft, der virker mellem neutronen og kernen. Den er stor nok til at deformere kernen til en todelt dråbeform. Når deformationen er fremskredet nok, overskrider de to dele den afstand inden for hvilken kernekraften kan holde dem sammen og når det sker frigøres de fra hinanden. De drives derefter længere væk fra hinanden af de frastødende elektriske kræfter. En lignende proces sker i fissionerbare isotoper (som uran-238), men for at fissionere, kræver disse isotoper yderligere energi som leveres af hurtige neutroner. (som f.eks. dem der frembringes ved kernefusion i termonukleare våben).
Dråbemodellen for atomkernen forudsiger lige store fissions-produkter som resultat af kernedeformation. Den mere omfattende skal-model er nødvendig for at forklare vejen til det energetisk mere favorable resultat, i hvilket det ene fissions-produkt er lidt mindre end det andet. En teori for fission baseret på skal-modellen er blevet formuleret af Maria Goeppert-Mayer.
Den mest almindelige fissions-proces er binær fission, og den frembringer de fissions-produkter omtalt ovenfor, ved 95±15 og 135±15 u. Den binære proces er den mest sandsynlige. I alt mellem 2 til 4 fissioner per 1000 i en kerne-reaktor, sker en proces kaldet terniær fission, som frembringer tre positivt ladede brudstykker (plus neutroner) og de mindste af disse kan variere fra en proton (Z=1), til argon (Z=18). De mest almindelige brudstykker er imidlertid sammensat af 90% helium-4 kerner med mere energi end alfa partikler fra alfa henfald (såkaldt "langtrækkende alfa" med energi ~ 16 MeV), plus helium-6 kerner, og tritium-kerner. Den terniære proces er sjældnere, men ender alligevel med at frembringe betydelig helium-4 og tritium gas ophobning i brændsels-stængerne i moderne kerne-reaktorer.

### Energiforhold

#### Input
Fissionen af en tung kerne kræver en total input-energi mellem 7 og 8 millioner elektron volt (MeV) for indledningsvis at overvinde kernekraften som holder kernen kugleformet eller nær kugleformet, og derfra deformere den til en todelt "peanut" form. Når den er nået dertil vil de positive ladninger i hver halvdel frastøde hinanden og fortsætte adskillelsen, i den mest almindelige binære fission, hvor produktet er 2 positivt ladede brudstykker og neutroner. Når først de to halvdele er kommet tilstrækkeligt langt fra hinanden, kan den stærke kernekraft som har kort rækkevidde ikke længere holde dem sammen og den langtrækkende elektromagnetiske frastødning adskiller dem.
Omkring 6 MeV af input energien leveres ved bindingen af en ekstra neutron til den tunge kerne med den stærke kernekraft; i mange isotoper er dette dog ikke nok til at fremkalde fission. Uran-238, f.eks., har næsten 0 fissions-tværsnit for neutroner med mindre end 1 MeV energi. Hvis der ikke tilføres yderligere energi ved en anden mekanisme, sker der ingen fission og neutronen bliver bare absorberet. Det er dette der sker når U-238 absorberer langsomme og endda en del hurtige neutroner og bliver til U-239. Den resterende energi der skal bruges til at starte fission kan tilvejebringes ved 2 andre mekanismer: den ene er at den indkommende neutron har større kinetisk energi, idet muligheden for at starte fission vokser med kinetiske energier over 1 MeV. Neutroner med kinetisk energi over 1 MeV kaldes ofte hurtige neutroner. Sådanne hurtige neutroner kan fissionere U-238 direkte (se termonukleare våben for anvendelser, hvor de hurtige neutroner skabes ved kernefusion). Denne proces kan dog ikke ske i stor udstrækning i en kernereaktor, da for lille en brøkdel af neutroner frembragt ved fission har nok energi til effektivt at fissionere U-238. (neutroner frembragt ved fission har en median energi på kun 0.75 MeV, det betyder at halvdelen af dem har mindre end denne utilstrækkelige energi).
Iblandt de tunge actinider, kan de isotoper der har et ulige antal af neutroner (som U-235 med 143 neutroner) binde en ekstra neutron med en yderligere energi på 1 to 2 MeV sammenlignet med en isotop af samme grundstof med et lige antal neutroner (som U-238 med 146 neutroner). Denne ekstra bindingsenergi er til rådighed som et resultat af neutron-parrings-effekter. Det er Paulis udelukkelsesprincip som muliggør at en ekstra neutron kan befolke den samme orbital som den sidste neutron i kernen, de to kommer til at udgøre et par. I sådanne isotoper behøves der derfor ikke kinetisk energi af neutronerne, alt den nødvendige energi leveres af absorptionen af en neutron, langsom eller hurtig. Langsomme neutroner bruges i modererede reaktorer, hurtige neutroner bruges i hurtig neutron reaktorer og våben. Som bemærket herover, kaldes den undergruppe af fissionerbare grundstoffer der kan fissioneres effektivt med deres egne fissions neutroner for fissile. Eksempler på fissile isotoper er U-235 og plutonium-239.

#### Output
Typiske fissions begivenheder frigør omkring 200 MeV for hver begivenhed. Den nøjagtige isotop som fissioneres og hvorvidt den er fissil eller ej har kun en mindre betydning for den frigjorte energimængde. Dette kan nemt ses ved at undersøge kurven for bindingsenergi (billede herunder), og bemærke at den gennemsnitlige bindings-energi for actiniderne begyndende med uran er omkring 7.6 MeV per kernepartikel. Når man kigger længere til venstre på kurven med bindings-energi, hvor fissions-produkterne klumper sig sammen, ses det at bindings-energien for disse er centreret omkring 8.5 MeV per kernepartikel. Derfor vil der frigøres omkring 8,5 MeV -7,6 MeV = 0,9 MeV per kernepartikel, når der sker en fissionsbegivenhed i masseområdet for actiniderne. Fission af U-235 med en langsom neutron udløser næsten den samme energi som fission af U-238 med en hurtig neutron. Denne energi-frigørelsesprofil gælder også for thorium og de forskellige mindre actinider 
I modsætning dertil frigør de fleste kemiske oxidations reaktioner (såsom at brænde kul eller TNT) kun nogle få eV per begivenhed. Så kernebrændsel indeholder mindst 10 millioner gange mere brugbar energi pr. masseenhed end kemiske brændsler. Den frigjorte energi i kernefission frigøres som kinetisk energi af fissions produkterne, og som elektromagnetisk stråling i form af gamma-stråler; i en kernereaktor bliver energien omsat til varme, når fissions produkterne og gammastrålerne støder sammen med atomerne, der udgør reaktoren og dens kølevæske, normalt vand eller lejlighedsvist tungt vand eller smeltede salte.
Når en urankerne fissioneres til 2 datterkerner, frigøres omkring 0.1 procent af massen af uran kernen som energimængden ~200 MeV. For uran-235 (total middel fissions energi 202.79 MeV), vil typisk ~169 MeV frigøres som kinetisk energi af datterkernerne, som flyver fra hinanden med ca. 3 % af lyshastigheden, på grund af Coulomb frastødning. Der frigøres også i snit 2.5 neutroner med en middel kinetisk energi per neutron på ~2 MeV (totalt 4.8 MeV). Der frigøres også ~7 MeV som gammastråler. Disse tal betyder at en fissionsbegivenhed frigør 3.5% af dens energi som gammastråler, mindre end 2.5% af dens energi som hurtige neutroner og resten som kinetisk energi af fissions-brudstykkerne; denne omsættes næsten med det samme til varme-energi når brudstykkerne rammer det omgivende stof. I en atombombe kan denne varme-energi bidrage til at øge temperaturen af bombens kerne til 100 million kelvin og udløse sekundær udsendelse af bløde røntgenstråler. Dette sker ikke i en kerne-reaktor, da temperaturerne der er meget lavere.
Den totale straks-udløste fissions-energi udgør omkring 181 MeV, eller ~ 89 % af den totalt frigjorte energi. De resterende ~ 11% frigøres i beta henfald med forskellige halveringstider og i gamma-udsendelse forbundet med betahenfaldene. I uran-235 er denne forsinket udsendte energi fordelt på omkring 6.5 MeV for betahenfaldene, 8.8 MeV i antineutrinoer (frigjort i betahenfaldet), og yderligere 6.3 MeV i forsinket gamma udsendelse fra de exciterede beta-henfalds produkter (det giver i snit ~10 gamma fotoner per fission). Det ses altså, at omkring 6.5% af den totale energi i fissionen frigøres noget tid efter fissions-begivenheden som forsinket ioniserende stråling og at den er delt nogenlunde lige mellem gamma og beta energi.
Når en reaktor har været i drift i nogen tid, vil mængden af fissionsprodukter have nået en steady state koncentration, således at henfaldsraten er lig med dannelsesraten, og derfor bidrager de til varmeudviklingen i reaktoren med de 6,5 % nævnt ovenfor. Hvis reaktoren lukkes ned i en fart, fortsætter energiomdannelsen fra fissions-produkterne og reaktorens output umiddelbart efter nedlukning ligger derfor på 6,5 % af drifts-effekten. Efter nogle timers nedlukning er denne brøkdel allerede meget mindre, da der jo ikke tilføres nye fissionsprodukter som kan henfalde.
Den resterende del af den forsinkede energi-udsendelse (8.8 MeV/202.5 MeV = 4.3% af den totale fissions energi) udsendes som antineutrinoer, der ikke betragtes som ioniserende stråling. Dette skyldes at de stort set ikke vekselvirker med normalt stof og derfor slipper ud gennem alle materialer uden at bremses eller forårsage opvarmning. Det meste af beta og gammastrålingen omsættes derimod til varme i reaktorkernen eller dens beskyttelseskappe.
Nogle processer er bemærkelsesværdige for at absorbere energi eller først frigøre den senere — f.eks. bliver den kinetiske energi i neutroner ikke straks omsat til varme, hvis de indfanges af uran-238 og danner plutonium-239. Energien frigøres senere, når plutonium-239 fissioneres. Såkaldte forsinkede neutroner, der udsendes af fissionsdøtre med halveringstider op til flere minutter, kan være vigtige i reaktor kontrol, fordi de giver en karakteristisk "reaktionstid" inden den totale kerne-reaktion fordobles. Dette har betydning, hvis reaktionen køres som forsinket kritisk, hvor man bevidst udnytter disse neutroner til en superkritisk kædereaktion (hver fissions-cyklus frembringer flere neutroner end den absorberer). Tidsforsinkelsen muliggør at kontroludstyr kan nå at regulere processen. Hvis de forsinkede neutroner indfanges uden at fremkalde fission bidrager de til varmeudviklingen.

### Produkt-kerner og bindings-energi
I fission er der en præference for frembringelse af brudstykker med et lige protontal, dette kaldes odd-even effekten for brudstykkernes ladnings-fordeling. Der observeres ingen odd-even på brudstykkernes fordeling på massenummer.
I kernefission kan kernen spaltes til forskellige kombinationer af lettere kerner, det mest almindelige er at der er en opspaltning i to dele med en mindre forskel i masse mellem delene; den ene kerne med en masse på 90 to 100 u og den anden mellem 130 to 140 u. Energimæssigt er den ulige massefordeling en fordel, idet den tillader det ene produkt at være tættere på energi-minimum ved 60 u, mens den anden med masse på 135 u stadigt er tæt på den stærkest bundne kerne.

### Oprindelsen til den aktive energi og bindings-energi kurven
Kernefission af tunge grundstoffer frembringer udnyttelige energimængder fordi den specifikke bindings-energi (bindings-energi per masse) for kerner med atomnumre og masser tæt på 62Ni og 56Fe er større end den specifikke bindingsenergi for tunge kerner. Det betyder at energi frigøres, når tunge kerner spaltes. Den totale hvilemasse for fissionsprodukterne (Mp) fra en enkelt reaktion er mindre end massen af den oprindelige kerne (M). Den overskydende masse Δm = M – Mp er den invariante masse af energien, der frigøres som fotoner (gamma stråler) og kinetisk energi af fissions brudstykkerne, i overensstemmelse med masse-energi-ækvivalensprincippet formuleret E = mc2.
Variationen i specifik bindingsenergi med atomnummer skyldes den samtidige virkning af to fundamentale kræfter som virker på nukleonerne (protoner og neutroner) der udgør kernen. Kernepartiklerne er bundet sammen af en tiltrækkende kernekraft, der overvinder den elektrostatiske frastødning mellem protonerne. Imidlertid virker kernekraften kun over ret små afstande (nogle få kernepartikel-diametre), da de følger et eksponentielt aftagende Yukawa potential, hvilket gør den ubetydelig på længere afstande. Den elektrostatiske frastødning er længererækkende, da den er omvendt kvadratisk i afstanden.
Det betyder at kerner som har en diameter på mere end 12 kernepartikler når til et punkt, hvor den elektrostatiske frastødning overvinder kernekraften og gør kernerne ustabile. Af samme årsag er tungere kerner (mere end 8 kernepartikler i diameter) mindre fast bundet pr. masseenhed end mindre kerner; når en tung kerne brydes op i to eller flere med medium-masse frigøres energi. Oprindelsen til denne energi er kernekraften, som virker mere effektivt i kernerne med medium-masse. Her har hver kernepartikel nemlig mange naboer som er inde for rækkevidde af den kortrækkende kernekraft.
Ligeledes pga. den korte rækkevidde af kernekraften, indeholder store stabile kerner forholdsvist flere neutroner end de lettere grundstoffer, som er mest stabile med et 1 til 1 forhold mellem protoner og neutroner. Kerner som har mere end 20 protoner kan ikke være stabile med mindre de har et lige antal neutroner. Ekstra neutroner stabiliserer tunge grundstoffer fordi de bidrager til de tiltrækkende kræfter uden at bidrage til proton-proton frastødningen. Fissions produkter har, i snit, omkring det samme forhold mellem neutroner og protoner som deres moderkerner, og er derfor almindeligvis ustabile for beta-henfald (som laver neutroner til protoner).
Tendensen for fissions produkter til at beta-henfalde er årsagen til problemet med højradioaktivt affald fra kerne-reaktorer. En beta emitter, udsender hurtige elektroner for at bevare elektrisk ladning, når overskydende neutroner omsætters til protoner.

### Kædereaktioner
Forskellige tunge grundstoffer så som uran, thorium, og plutonium, undergår både spontan fission, en form for radioaktivt henfald og induceret fission, en form for kernereaktion. Isotoper som undergår fission når de rammes af en fri neutron kaldes fissionerbare. Isotoper der undergår fission når de rammes af en langsom termisk neutron kaldes også fissile. Nogle få specielt fissile og lettilgængelige isotoper (især 233U, 235U og 239Pu) kaldes kernebrændsler fordi de kan vedligeholde en kædereaktion og findes i mængder der er store nok til at være praktisk anvendelige.
Alle fissionerbare og fissile isotoper undergår en lille smule spontan fission, som frigør nogle få frie neutroner i enhver prøve af brændslet. Sådanne neutroner ville hurtigt undslippe og blive til en fri neutron med en middellevetid på 15 minutter inden den henfalder til protoner og beta partikler. Imidlertid vil de fleste neutroner blive absorberet af andre kerner i nærheden lang tid før dette sker. (netop frembragte fissions neutroner bevæger sig med ca. 7% af lyshastigheden, og endda modererede neutroner bevæger sig med omkring 8 gange lydens fart i luft). Nogle neutroner vil ramme andre kerner og inducere yderligere fission, der frigør yderligere neutroner. Hvis nok kernebrændsel er samlet på et sted, eller hvis neutronerne er tilstrækkeligt indkasplet, så vil de nyligt frembragte neutroner være flere end dem som undslipper og der vil finde en selvkørende kædereaktion sted.
En samling af brændstofelementer som understøtter en selvkørende kædereaktion kaldes en krtisk samling eller, hvis samlingen mest består af kernebrændsel for en kritisk masse. Ordet "kritisk" refererer til et knækpunkt i differential-ligningen for frie neutroner i brændslet: hvis mindre end den kritiske masse er tilstede, så er mængden af neutroner afgjort af radioaktivt henfald. Hvis en kritisk masse er tilstede, så afgøres mængden af neutroner i stedet af den nærmere fysik i kædereaktionen. Den faktiske masse af den kritiske masse af kernebrændsler afhænger stærkt af geometri og de omgivende materialer.
Ikke alle fissionerbare isotoper kan opretholde en kædereaktion. F.eks. er 238U, som er den mest almindelige form for uran, fissionerbart men ikke fissilt: Det undergår induceret fission når det rammes af en neutron med over 1 MeV kinetisk energi. Imidlertid er der for få af de neutroner som produceres af 238U fission, der har energi nok til at inducere yderligere fissioner i 238U, så kædereaktioner er ikke mulige med denne isotop. I stedet, når 238U bombarderes med langsomme neutroner absorberes de (der frembringes 239U) og denne isotop beta-henfalder så til 239Np , der igen henfalder til 239Pu i den samme proces; dette bruges til at producere 239Pu i breeder reaktorer. In-situ plutonium produktion bidrager også til neutron kædereaktionen i andre typer af reaktorer efter at tilstrækkeligt plutonium-239 er blevet produceret, da plutonium-239 er fissilt og brugbart som kernebrændsel. Det anslås at op til halvdelen af effekten som laves af en standard standard "non-breeder" reaktor produceres ved fission af plutonium-239 frembragt i reaktoren, over den totale livs-cyklus for en brændstofladning.
Fissionerbare, ikke-fissile isotoper kan bruges som kilde til fissionsenergi også uden en kædereaktion. Når 238U bombarderes med hurtige neutroner induceres fission, og der frigøres energi så længe en ydre neutronkilde er tilstede. Dette er en vigtig effekt i alle reaktorer hvor hurtige neutroner fra den fissile isotop kan få nærtliggende 238U kerner til at spalte. Dette betyder at en mindre del af 238U bliver "brændt op" i alle kernebrændsler, specielt i fast breeder reaktorer, der arbejder med neutroner med højere energi.

### Fissions reaktorer
Kritisk fissions reaktorer er den mest almindelige type af kernereaktor. I en kritisk fissions reaktor, vil neutroner som er produceret ved fission fremkalde yderligere fission, til opretholdelse af en kontrollerbar energiomsætning. Anlæg som producerer kunstigt frembragt, men ikke selvkørende fission er underkritiske reaktorer. Sådanne anlæg bruger radioaktivt henfald eller partikel acceleratorer til at udløse fission.
Kritiske fissionsreaktorer bygges til tre primære formål, der typisk involverer forskellige ingeniørmæssige trade-offs for at udnytte enten enten varmen eller de frembragte neutroner:
- effekt reaktorer som er beregnet til at producere varme, enten som en del af et elektricitetsværk eller et lokalt kraftværkssystem som i en atomdrevet ubåd.
- forsøgs reaktorer er beregnet til at producere neutroner og/eller aktivere radioaktive kilder for videnskabelige, medicinske, ingeniørmæssige og andre formål.
- breeder reaktorer er beregnet til at producere kernebrændsler i store mængder fra mere hyppigt forekommende isotoper. Den bedre kendte fast breeder reactor laver 239Pu (et kernebrændsel) fra den naturligt meget hyppigt forekommende 238U (ikke et kernebrændsel). Thermal breeder reactors som tidligere er testet med 232Th for at frembringe den fissile isotop 233U (thorium fuel cycle) bliver forsat undersøgt og udviklet.

I princippet kan alle tre typer af reaktorer virke i alle disse 3 egenskaber. I praksis leder disse forskellige opgaver til modstridende ingeniørmæssige mål og de fleste reaktorer er blevet bygget til kun en af de nævnte formål. (Der er adskillige tidlige mod-eksempler, f.eks. Hanford N reactor, nu dekommisioneret). Effekt reaktorer forvandler i almindelighed den kinetiske energi af fissionsprodukterne til varme, der så bruges til at opvarme en arbejdsvæske og drive en varmemaskine, som frembringer mekanisk eller elektrisk effekt. Arbejdsvæsken er sædvanligvis vand med en dampturbine, men andre designs bruger andre stoffer som f.eks. helium. Forsøgsreaktorer producerer neutroner som bruges på forskellige måder, idet varmeudviklingen behandles som et uomgængeligt spildprodukt. Breeder reaktorer er en specialiseret form for forsøgsreaktor, med den særegenhed at prøven som bestråles normalt er brændstoffet selv, en blanding af 238U and 235U.

### Fissions bomber
En klasse af kernevåben, en fissions-bombe (ikke at forveksle med fusionsbombe), også kaldet atomar bombe eller atombombe, er en fissions reaktor, der er designet til at frigøre så meget energi som muligt så hurtigt som muligt, inden den frigjorte energi splitter reaktoren ad, og kædereaktionen derfor stopper. Udviklingen af kernevåben var bevæggrunden bag den tidlige forskning i kernefission. Manhattan Projektet under 2. verdenskrig (September 1, 1939 – September 2, 1945) udførte det meste af det tidlige videnskabelige arbejde om fissions kædereaktioner, som kulminerede i 3 begivenheder involverende fissionsbomber under krigen. Den første fissionsbombe med kodenavnet "The Gadget", blev detoneret under Trinity Testen i ørkenen i New Mexico 16. juli 1945. 2 andre atombomber, med kodenavnene "Little Boy" og "Fat Man", blev brugt i kamp mod de japanske byer Hiroshima og Nagasaki, 6. og 9. august 1945.
Selv de første fissionsbomber var flere tusinde gange mere eksplosive end end tilsvarende masse af kemiske sprængstoffer. For eksempel vejede Little Boy i alt omkring 4 tons (af hvilke 60 kg var kernebrændsel) og var 3,4 m lang; Den udløste en eksplosion svarende til 15 kilotons af TNT, som ødelagde en stor del af byen Hiroshima. Moderne kernevåben (som både benytter sig af fusion og et eller flere fusionstrin) er hundreder af gange mere energirige end de første rene fissionsbomber, således at et enkelt moderne missil med en enkelt sprænghoved, der vejer mindre end 1/8 af Little Boy (se for eksempel W88) har en sprængkraft på 475 000 tons TNT, og kunne ødelægge et areal 10 gange større end Hiroshima.
Mens den grundlæggende fysik i kædereaktionen i et kernevåben er tilsvarende fysikken i en kontrolleret kernereaktor, skal de to typer af indretninger konstrueres meget forskelligt. (se kernereaktor). Et kernevåben er konstrueret til at frigøre al sin energi straks, mens en reaktor er konstrueret til at frembringe en stabil forsyning af nyttig effekt. Mens overhedning af en reaktorkerne kan føre og har ført til kernenedsmeltning og dampeksplosioner, gør den lavere berigelsesgrad det umuligt for en kernereaktor at eksplodere med den samme ødelæggende kraft som et kernevåben. Det er også vanskeligt at uddrage nyttig effekt fra et kernevåben, selv om mindst et raket fremdrifts-system, kaldet projekt Orion skulle virke ved at fissionsbomber eksploderede bag et massivt skærmet rumfartøj.
Den strategiske betydning af kernevåben er en væsentligt årsag til at kernevåben-teknologi er politisk følsom. Metoderne til at frembringe en funktionsdygtig fissionsbombe er uden tvivl inden for rækkevidde af mange, da det er relativt enkelt fra et ingeniørmæssigt synspunkt. Den praktiske fremstilling af det nødvendige berigede kernebrændsel er imidlertid praktisk vanskeligt og derfor kun tilgængeligt for moderne industrialiserede regeringer.

## Historie

### Opdagelse af kernefission
Opdagelsen af kernefissionen skete i 1938 i Kejser Wilhelm instituttets kemiafdeling, som i dag er en del af det Frie Universitet i Berlin. Det skete efter næsten 50 års arbejde omkring radioaktivitet og forfinelsen af kernefysikken, der beskriver atomkerner. I 1911 foreslog Ernest Rutherford en model for atomet i hvilke en meget lille, tæt og positivt ladet kerne af protoner ( neutronen var endnu ikke opdaget) var omgivet af kredsende, negativt ladede elektroner ( Rutherfords model). Niels Bohr forbedrede den i 1913 ved at indpasse elektronens kvantenatur (Bohr modellen). Arbejder af Henri Becquerel, Marie Curie, Pierre Curie, og Rutherford viste yderligere at kernen, selvom den er tæt bundet, kunne gennemgå forskellige former for radioaktivt henfald, og derved transmutere til andre grundstoffer. (For eksempel ved alfahenfald: det er udsendelsen af en alfapartikel—to protoner og to neutroner, det samme som en helium kerne.)
Noget arbejde i kerne-transmutation var udført. I 1917 kunne Rutherford transmutere nitrogen til oxygen, idet han brugte alfa partikler til at beskyde nitrogen: 14N + α → 17O + p.  Dette var den første observation af en kerne-reaktion, som er en reaktion i hvilke partikler fra et henfald bruges til at transfomere andre atomkerner. I 1932 spaltede Rutherfords kolleger Ernest Walton and John Cockcroft lithium-7 kerner til 2 alfa partikler med kunstigt accelererede protoner. Denne bedrift blev populært kaldet "atomspaltning", selvom det ikke var den moderne fissionsreaktion i tunge grundstoffer som er beskrevet herunder I mellemtiden havde muligheden af at kombinere kerner—kernefusion—været studeret i forbindelse med at forstå processerne som giver energi til stjerner. Den første kunstige fusions-reaktion var gennemført af Mark Oliphant i 1932, idet han brugte 2 accelererede deuterium kerner til at frembringe en helium-3 kerne.
Efter at den engelske fysiker James Chadwick opdagede neutronen i 1932, undersøgte Enrico Fermi og hans kolleger i Rom virkningerne af at bombardere uran med neutroner i 1934. Fermi konkluderede at hans eksperimenter havde frembragt nye grundstoffer med 93 og 94 protoner, som hans team navngav ausonium og hesperium. Imidlertid var ikke alle overbeviste af Fermis analyse af resultaterne. Den tyske kemiker Ida Noddack foreslog på skrift i 1934 at i stedet for at der frembragtes en ny tungere kerne, "kan man forestille sig at kernen bryder op i mindre dele." Der blev ikke fulgt op på Noddacks konklusioner på den tid.
Efter Fermis publikation begyndte Otto Hahn, Lise Meitner, og Fritz Strassmann at udføre lignende forsøg i Berlin. Meitner, en østrigsk jøde, mistede sit statsborgerskab ved "Anschluss", besættelsen og annextionen af Østrig ind i Nazi-Tyskland i marts 1938. Hun flygtede til Sverige i juli 1938 og startede en brev-korrespondance med Hahn i Berlin. Tilfældigvis var hendes nevø Otto Robert Frisch, der også var flygtning, i Sverige, da Meitner modtog et brev fra Hahn dateret 19 December. Brevet omhandlede hans kemiske bevis for at produktet af at bombardere uran med neutroner var barium. Hahn foreslog at kernen blev opbrudt, men han var usikker på hvad det fysiske grundlag var. Barium har en atommasse, der er 40% mindre end uran og ingen af de hidtil kendte radioaktive henfald kunne forklare så stor masseforskel i kernerne. Frisch var skeptisk, men Meitner stolede på Hahns kunnen som kemiker. Marie Curie havde skilt barium fra radium i mange år, og teknikkerne var velkendte. Ifølge Frisch:

Var det en fejltagelse ? Nej, sagde Lise Meitner; Hahn var for god en kemiker til at det kunne ske. Men hvordan kunne barium dannes fra uran ? Ingen større brudstykker end protoner og helium-kerner (alfa-partikler) var hidtil blevet fjernet fra kernen, og til at fjerne et større antal var der ikke nok energi til rådighed. Det var heller ikke muligt at urankernen kunne være blevet kløvet lige igennem. En kerne var ikke som et skrøbeligt fast stof, der kan kløves eller brækkes; George Gamow havde tidligt foreslået, og Bohr havde givet gode argumenter for, at kernen var meget mere som en flydende dråbe. Måske kunne en dråbe deles i mindre dråber gradvist, ved først at forlænges, så afsnøret, og endeligt blive revet over, snarere end at brække i 2 dele ? Vi vidste at der var stærke kræfter som ville modvirke en sådan proces, helt på samme måde som overfladespændingen i en almindelig væskedråbe tenderer til at modvirke dens opdeling i mindre dråber. Men kerner adskilte sig fra ordinære dråber ved at være elektrisk ladede og det ville modvirke overfladespændingen. 

Jeg fandt at ladningen af urankernen faktisk var stor nok til at overkomme effekten af overfladespændingen næsten fuldstændigt; så urankernen kunne faktisk ligne en meget uregelmæssig, ustabil dråbe, der var klar til at dele sig selv ved den mindste påvirkning, såsom sammenstødet med en enkelt neutron. Men der var et andet problem. Efter adskillelsen ville de to dråber blive drevet fra hinanden af deres gensidige elektriske frastødning og ville få en meget høj fart og dermed en stor kinetisk energi, omkring 200 MeV; hvor kunne denne energi komme fra ? ...Lise Meitner... beregnede at de to kerner dannet ved delingen af urankernen tilsammen ville være lettere end den originale urankerne med omkring 1/5 protonmasse. Det er nu således, at når masse forsvinder skabes energi i overensstemmelse med Einstein's formel E= mc2, og 1/5 af en proton masse svarede netop til 200 MeV. Så her var energikilden; det hele passede!

I korthed, havde Meitner og Frisch fortolket Hahns resultater korrekt til at betyde at urankernen var delt omtrent i to. Frisch foreslog at processen fik navnet "kernefission" ved analogi med processen, hvor levende celler deles i to, som da kaldtes binær fission. På samme måde som ordet "kædereaktion" senere blev lånt fra kemi, blev ordet "fission" lånt fra biologi.
Den 22 December 1938 sendte Hahn og Strassmann et manuskript til Naturwissenschaften, i hvilket de rapporterede at have opdaget grundstoffet barium efter at have bombarderet uran med neutroner. Samtidigt sendte de resultaterne til Meitner i Sverige. Hun og Frisch fortolkede korrekt resultaterne som bevis for kerne-fission. Frisch bekræftede dette eksperimentelt 13. januar 1939. For at bevise at barium i hans forsøg var produkt af kerne-fission, fik Hahn Nobelprisen i kemi for 1944 (eneste modtager) "for hans opdagelse af fission af tunge kerner". Prisen blev først givet til Hahn i 1945, da Nobel-komiteen for kemi besluttede at: " ingen af nominationerne i dette år imødekommer de krav som er opridset i Alfred Nobels testamente". I sådanne tilfælde tillader Nobelstiftelsens statutter at et års priser reserveres til det kommende år.
Nyheden spredtes hurtigt om den nye opdagelse, der korrekt blev set som en helt ny fysisk effekt med store videnskabelige, og potentielt praktiske, muligheder. Meitner og Frischs fortolkning af Hahn og Strassmanns opdagelse krydsede Atlanten med Niels Bohr, der skulle forelæse ved Princeton University. I.I. Rabi og Willis Lamb, to fysikere fra Columbia University, der arbejdede ved Princeton, hørte nyhederne og bragte dem tilbage til Columbia. Rabi sagde at han fortalte det til Enrico Fermi; Fermi sagde at han fik det at vide af Lamb. Bohr tog derefter fra Princeton til Columbia for at se Fermi. Da han ikke fandt Fermi på hans kontor, gik Bohr ned til cyclotron området og fandt Herbert L. Anderson. Bohr tog ham ved skulderen og sagde: “Unge mand, lad mig forklare dig om noget nyt og spændende fysik.” Det var klart for et antal af videnskabsmændene ved Columbia at de skulle prøve at detektere den frigjorte energi i urans kernefission ved neutronbombardement, 25. januar 1939, gennemførte et team ved Columbia University det første kerne-fissions forsøg i USA, i kælderen på Pupin Hall; teamet bestod af Herbert L. Anderson, Eugene T. Booth, John R. Dunning, Enrico Fermi, G. Norris Glasoe, and Francis G. Slack. I eksperimentet indgik at placere uranoxid inde i et tågekammer og bestråle det med neutroner, idet den frigjorte energi blev målt. Resultaterne bekræftede at der skete fission og pegede kraftigt på at det var isotopen uran-235 i særdeleshed der fissionerede. Næste dag begyndte the Fifth Washington Conference on Theoretical Physics i Washington, D.C. under de fælles auspicier af George Washington University og Carnegie Institution of Washington. Der blev nyheden om kernefission spredt endnu mere, hvilket afstedkom mange flere eksperimentelle demonstrationer.
Samtidigt med disse begivenheder indså den ungarske fysiker Leó Szilárd, som boede i USA på det tidspunkt, at den neutron-drevne fission af tunge atomer kunne bruges til at skabe en kædereaktion. En sådan reaktion var en ide han havde udviklet i 1933, efter at have læst Rutherfords hånende bemærkninger om at frembringe effekt fra de forsøg hans team lavede i 1932, hvor de brugte protoner til at splitte lithium. Imidlertid havde Szilárd ikke været i stand til at opnå en neutron-drevet kædereaktion med neutron-rige lette atomer. Hvis antallet af sekundære neutroner var større end 1, så kunne hver af den slags reaktioner udløse flere yderligere reaktioner og dermed producere et eksponentielt stigende antal reaktioner. Det var derfor en mulighed at fissionen af uran kunne frembringe store mængder af energi til civile eller militære formål.
Szilard opfordrede nu Fermi (i New York) og Frédéric Joliot-Curie (i Paris) til at afstå fra at publicere om muligheden for en kædereaktion, så Nazi-regeringen ikke blev klar over mulighederne på tærsklen til 2. verdenskrig. Med nogen tøven indvilgede Fermi i at udøve selv-censur. Men Joliot-Curie gjorde ikke, og i april 1939 rapporterede hans team i Paris, omfattende Hans von Halban og Lew Kowarski i Nature antallet af neutroner udsendt ved kerne-fission i 235U til 3.5 per fission. (De korrigerede det senere til 2.6 per fission.) Samtidige arbejder af Szilard og Walter Zinn bekræftede disse resultater. Derved forelå muligheden for at bygge kernereaktorer (først kaldet "neutron reaktor" af Szilard and Fermi) og endda kernevåben. Meget var imidlertid stadigt ukendt vedrørende fission og kædereaktioner.

### Opnåelsen af kædereaktion
"Kædereaktion" var på den tid et kendt fænomen i kemi, men den tilsvarende proces i kernefysik, som bruger neutroner, var blevet forudsagt så tidligt som i 1933 af Szilárd, selv om han på det tidspunkt ikke havde nogen ide om med hvilke materialer processen kunne startes. Szilárd overvejede at neutroner ville være ideelle i en sådan situation, da de er neutrale.
Med nyheden om fissions neutroner fra uran fission, forstod Szilárd straks muligheden for en kædereaktion i uran. Om sommeren foreslog Fermi og Szilard ideen om en kernereaktor (stak) til at tilvejebringe denne proces. Stakken skulle bruge naturligt uran som brændsel. Fermi havde vist meget tidligere at neutroner blev meget mere effektivt indfanget af atomer, hvis de havde lav energi (såkaldte "langsomme" eller "termiske" neutroner), fordi det af kvantemekaniske årsager fik atomerne til at ligne større mål for neutronerne. For at nedbremse de sekundære neutroner frigjort ved de fissionerende kerner, foreslog Fermi and Szilard en grafit "moderator," mod hvilken de hurtige sekundære neutroner ville kollidere, og dermed nedbremses. Med tilstrækkeligt uran og rent nok grafit, ville stakken kunne understøtte en kædereaktion med langsomme neutroner. Dette ville frembringe varme og radioaktive fissions-produkter.
I august 1939, mente Szilard og hans ungarske flygtningefæller fysikerne Teller og Wigner at tyskerne kunne finde på at bruge kædereaktionen og fandt anledning til at gøre den amerikanske regering opmærksom på sagen. Til den ende overtalte de den tysk-jødiske flygtning Albert Einstein til at skrive under på et brev rettet til præsident Franklin Roosevelt. Einstein–Szilárd brevet foreslog muligheden at en uranbombe som kunne transporteres med skib, "der kunne ødelægge en hel havn og meget af dens omgivelser". Præsidenten modtog brevet 11 oktober 1939 —kort efter at 2. verdenskrig begyndte i Europa, men to år før USA's indtræden i krigen. Roosevelt beordrede at en videnskabelig komite skulle have bemyndigelse til at styre uranarbejdet og afsatte en mindre sum penge til reaktor forskning.
I England foreslog James Chadwick en atombombe som udnyttede naturligt uran, baseret på en artikel af Rudolf Peierls med den kritiske masse angivet til 30-40 tons. I Amerika spekulerede J. Robert Oppenheimer at en terning af uran deuterid, 10 cm på hver side (omkring 11 kg uran) kunne "sprænge sig selv til helvede" I denne konstruktion blev det stadigt antaget af en moderator skulle bruges (Dette viste sig ikke at være tilfældet, hvis den fissile isotop blev separeret). I december afleverede Werner Heisenberg en rapport til det tyske krigsministerium om muligheden af en uranbombe. De fleste af disse modeller gjorde stadigt den antagelse at bomben skulle drives af langsomme neutroner - og derfor virke som en nedsmeltende reaktor.
I Birmingham, England, dannede Frisch team med Peierls, en tysk-jødisk flygtningefælle. De havde den ide at bruge en renset masse af uran isotopen 235U, der havde et tværsnit som lige var bestemt, og som var meget større end det hos 238U eller naturligt uran (som består af 99.3 % af sidstnævnte). Idet de antog at tværsnittet for hurtig-neutron fissiion i 235U var den samme som for fission med langsomme neutroner, bestemte de at en ren 235U bombe kunne have en kritisk masse på kun 6 kg i stedet for i tons, og at den følgende eksplosion ville være gigantisk. Massen viste sig senere at være 15 kg, selv om der blev brugt adskillige gange mere i den faktiske uranbombe, Little Boy. I februar 1940 afleverede de Frisch–Peierls memorandum. Glenn Seaborg, Joseph W. Kennedy, Arthur Wahl, og den italiensk-jødiske flygtning Emilio Segrè opdagede kort efter 239Pu i henfaldsprodukterne fra 239U , som blev frembragt ved at bombardere 238U med neutroner, og fandt det til at være fissilt som 235U.
Muligheden for at isolere uran-235 var teknisk udfordrende, fordi uran-235 og uran-238 er kemisk identiske og kun varierer i masse med vægten af 3 neutroner. Ikke des mindre, hvis en tilstrækkelig mængde af uran-235 kunne isoleres, ville det muliggøre en kædereaktion med hurtige neutroner. Dette ville være ekstremt eksplosivt, en sand atombombe. Opdagelsen af at plutonium-239 kunne frembringes i en kernereaktor pegede på en anden mulig tilgang til en hurtig neutron fission bombe. Begge tilgange var helt nye og ikke særligt godt forståede, og der var betydelig videnskabelig skepsis om ideen at de kunne udvikles på kort tid.
28. juni 1941, blev Office of Scientific Research and Development dannet i USA for at mobilisere videnskabelige ressourcer og anvende resultaterne til nationalt forsvar. I september samlede Fermi den første kerne "stak" eller reaktor, i et forsøg på at skabe neutron induceret kædereaktion med langsomme neutroner, men forsøget fejlede at opnå kritikalitet grundet manglende masse eller renhed af de tilgængelige materialer.
At frembringe en kædereaktion i naturligt uran viste sig at være vanskeligt. Tidlige reaktorer brugte ikke beriget uran, og var som en konsekvens deraf nødt til at bruge store mængder af meget rent grafit som moderator. Brug af almindeligt vand (i modsætning til tungt vand) i kernereaktorer kræver beriget brændstof— den delvise udskillelse af og relative berigelse af den sjældne 235U isotop fra den mere almindelige 238U isotop. Typiske moderator-materialer skal være meget kemiske rene. Det drejer sig om deuterium (i tungt vand), helium, beryllium, eller kulstof, det sidste normalt som grafit. (Den høje kemiske renhed for kulstof kræves fordi mange kemiske urenheder er stærke neutron-absorbere og derfor "forgifter" kædereaktionen så den stopper)
Produktion af sådanne materialer i stor skala skulle først løses for at opnå energiomsætning med kernekraft og for at lave atomvåben. Indtil 1940, var den totale mængde af uran metal produceret i USA ikke mere end nogle få gram, og det var endda af tvivlsom renhed; metallisk beryllium var kun produceret i nogle få kilogram; og koncentreret deuterium oxid (tungt vand) også kun i størrelsesordenen af nogle få kilogram. Kul var aldrig produceret i større mængder med den krævede renhed til at blive brugt som moderator.
Problemet med at producere store mængder af meget rent uran, blev løst af Frank Spedding , som brugte termit eller "Ames" processen. Ames Laboratory blev grundlagt i 1942 til at producere de store mængder af naturligt (uberiget) uran metal, der skulle bruges til den kommende forskning. Successen med den kritiske kædereaktion i Chicago Pile-1 (2. december, 1942) som brugte uberiget uran, der som alle andre "kernestakke" producerede plutonium til atombomben, var også specifikt afhængig af Szilards opdagelse, at meget rent grafit kunne bruges som moderator for uberiget uran. I krigstidens Tyskland, ledte den manglende forståelse af egenskaberne i meget rent grafit til reaktor konstruktioner som var afhængige af tungt vand. Det var svært at fremskaffe, da de allierede angreb faciliteterne i Norge hvor det blev fremstillet. Disse vanskeligheder - blandt andre - forhindrede nazisterne i at bygge en reaktor med kritikalitet under krigen. Det skal siges at de aldrig brugte så mange ressourcer til kerneforskning som USA, idet de fokuserede på andre teknologier.

### Manhattan Projektet og videre
I USA begyndte en altomfattende indsats for at lave atomare våben i slutningen af 1942. Dette arbejde blev overtaget af U.S. Army Corps of Engineers i 1943, og kendt som Manhattan Engineer District. Det tophemmelige Manhattan Project, som det blev kaldt uformelt, blev ledet af general Leslie R. Groves. Blandt projektets dusinvis af lokaliteter kan nævnes: Hanford Site i staten Washington, som havde de første reaktorer i stor skala; Oak Ridge, Tennessee, der primært arbejdede med berigelse; og Los Alamos, i New Mexico, der var det videnskabelige omdrejningspunkt for forskning i atombombe konstruktion. Andre lokaliteter, især Berkeley Radiation Laboratory og Metallurgical Laboratory ved University of Chicago, ydede vigtige bidrag. Den overordnede videnskabelige styring af projektet lå hos fysikeren Robert Oppenheimer.
I juli 1945, blev den første atombombe kaldet "Trinity", detoneret i New Mexicos ørken. Dens brændstof var plutonium lavet i Hanford. I August 1945, blev yderligere 2 bomber – "Little Boy", en uran-235 bombe, og "Fat Man", en plutonium bombe – brugt mod de japanske byer Hiroshima og Nagasaki
I årene efter 2. verdenskrig, var mange lande involverede i den videre udvikling af kerne-fission med det formål at lave kernereaktorer og våben. UK åbnede dem første kommercielle reaktor i 1956. I 2013 var der 437 reaktorer i 31 lande.

### Naturligt forekommende kædereaktioner på Jorden
Kritikalitet i naturen er sjælden. I 3 malm-aflejringer ved Oklo i Gabon, er der opdaget 16 steder (de såkaldte Oklo Fossil Reactors) hvor selvkørende kernefission har fundet sted for omkring 2 milliarder år siden. De blev opdaget af den franske fysiker Francis Perrin i 1972 (men forudsagt af Paul Kuroda i 1956). Stor-skala kædereaktioner i naturligt uran, modereret af almindeligt vand havde fundet sted i den fjerne fortid, men er ikke mulige nu. Denne naturlige proces kunne forløbe med normalt vand som moderator, fordi naturligt uran for 2 milliarder år siden indeholdt mere af den kortlivede fissile isotop 235U (omkring 3 %), end naturligt uran som kan udvindes i dag (som kun indeholder 0.7 %, og skal beriges til 3 % for at være brugbar i letvandsreaktorer).

## Yderligere læsning
- DOE Fundamentals Handbook: Nuclear Physics and Reactor Theory Volume 1 (PDF). U.S. Department of Energy. januar 1993. Arkiveret fra originalen (PDF) 19. marts 2014. Hentet 2012-01-03.
- DOE Fundamentals Handbook: Nuclear Physics and Reactor Theory Volume 2 (PDF). U.S. Department of Energy. januar 1993. Arkiveret fra originalen (PDF) 3. december 2013. Hentet 2012-01-03.

## Eksterne links
- The Effects of Nuclear Weapons Arkiveret 3. marts 2009 hos  Wayback Machine
- Annotated bibliography for nuclear fission from the Alsos Digital Library Arkiveret 10. december 2005 hos  Wayback Machine
- The Discovery of Nuclear Fission Arkiveret 16. februar 2010 hos  Wayback Machine Historical account complete with audio and teacher's guides from the American Institute of Physics History Center
- atomicarchive.com Arkiveret 17. januar 2010 hos  Wayback Machine Nuclear Fission Explained
- Nuclear Files.org Arkiveret 8. marts 2018 hos  Wayback Machine What is Nuclear Fission?
- Nuclear Fission Animation Arkiveret 26. januar 2010 hos  Wayback Machine